# Grimmia rigidissima
Grimmia rigidissima är en bladmossart som beskrevs av C. Müller 1896. Grimmia rigidissima ingår i släktet grimmior, och familjen Grimmiaceae. Inga underarter finns listade i Catalogue of Life.